# Sagama
Sagama ist eine italienische Gemeinde (comune) mit 188 Einwohnern (Stand 31. Dezember 2023) im Westen Sardiniens in der Provinz Oristano. Die Gemeinde liegt etwa 39,5 Kilometer nördlich von Oristano.

## Einzelnachweise

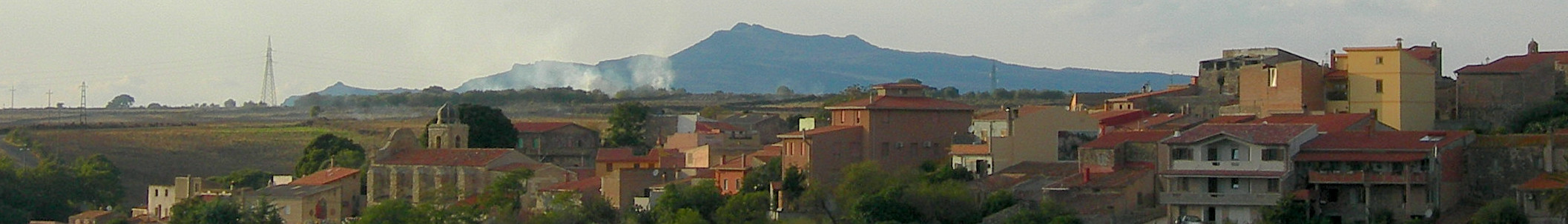
Sagama